# Foundation Max van der Stoel
De Foundation Max van der Stoel (FMS) is een Nederlandse stichting die zich inzet voor democratisering in de buurlanden van de EU, een eerlijker Nederlands en EU-beleid ten aanzien van ontwikkelingslanden, en publiek debat over deze thema’s in Nederland. De FMS is een onafhankelijke stichting, maar is gelieerd aan de Partij van de Arbeid. De organisatie is op 21 juni 2013 ontstaan uit een fusie tussen twee andere stichtingen verbonden aan de PvdA, de Alfred Mozer Stichting en de Evert Vermeer Stichting. De organisatie is genoemd naar de voormalige politicus en diplomaat Max van der Stoel. 
De FMS richt zich op democratisering, eerlijker ontwikkelingsbeleid en publiek debat ("Democracy, Development and Dialogue"). De stichting organiseert jaarlijks tientallen trainingen voor politici en activisten in opkomende democratieën in de Westelijke Balkan, Oost-Europa, het Midden-Oosten en Noord-Afrika, om hen te helpen democratische bewegingen op te bouwen. Ook verzorgt de FMS het secretariaat van het European Forum for Democracy and Solidarity, een Europees verband van sociaaldemocratische stichtingen.
Daarnaast is de stichting bekend van lobbywerkzaamheden in Den Haag en Brussel voor coherent en eerlijk beleid richting ontwikkelingslanden, en een gelijkwaardige relatie tussen enerzijds ontwikkelingslanden en anderzijds Nederland en de EU. Hiertoe organiseert de FMS ook publieksactiviteiten in Nederland en Brussel, met als bekendste evenement de jaarlijkse Afrikadag.
De Foundation Max van der Stoel heeft een kleine staf van 7 medewerkers en stagiairs, en een bestuur van zeven leden. De huidige voorzitter van het bestuur is voormalig minister van Buitenlandse Zaken Bert Koenders.